# Mehdi Zerkane
Mehdi Zerkane (Clermont-Ferrand, 15 luglio 1999) è un calciatore francese naturalizzato algerino, centrocampista svincolato.

## Caratteristiche tecniche
È un trequartista.

## Carriera

### Club
Cresciuto nel settore giovanile del Monaco, dal 2017 al 2019 ha giocato con la seconda squadra, per poi essere ceduto al Bordeaux. Promosso in prima squadra a partire dalla stagione 2020-2021, ha debuttato in Ligue 1 il 21 agosto in occasione dell'incontro pareggiato 0-0 contro il Nantes.

### Nazionale
Nel 2020 ha accettato la convocazione da parte del CT dell'Algeria in vista delle amichevoli contro Niger e Messico, senza tuttavia debuttare. Ha debuttato il 12 novembre dello stesso anno subentrando nel secondo tempo dell'incontro di qualificazione per la Coppa d'Africa 2021  vinto 3-1 contro lo Zimbabwe.

## Statistiche
Statistiche aggiornate al 30 novembre 2020.

### Presenze e reti nei club
| Stagione        | Squadra         | Campionato      | Campionato | Campionato | Coppe nazionali | Coppe nazionali | Coppe nazionali | Coppe continentali | Coppe continentali | Coppe continentali | Altre coppe | Altre coppe | Altre coppe | Totale | Totale | Totale |
| Stagione        | Squadra         | Comp            | Pres       | Reti       | Comp            | Pres            | Reti            | Comp               | Pres               | Reti               | Comp        | Pres        | Reti        | Pres   | Reti   |        |
| --------------- | --------------- | --------------- | ---------- | ---------- | --------------- | --------------- | --------------- | ------------------ | ------------------ | ------------------ | ----------- | ----------- | ----------- | ------ | ------ | ------ |
| 2017-2018       | Monaco 2        | N2              | 9          | 0          |                 | -               | -               |                    | -                  | -                  |             | -           | -           | 9      | 0      |        |
| 2018-2019       | Monaco 2        | N2              | 7          | 0          |                 | -               | -               |                    | -                  | -                  |             | -           | -           | 7      | 0      |        |
| Totale Monaco 2 | Totale Monaco 2 | Totale Monaco 2 | 16         | 0          |                 | -               | -               |                    | -                  | -                  |             | -           | -           | 16     | 0      |        |
| 2019-2020       | Bordeaux 2      | N3              | 12         | 1          |                 | -               | -               |                    | -                  | -                  |             | -           | -           | 12     | 1      |        |
| 2020-2021       | Bordeaux        | L1              | 8          | 0          | CF              | 0               | 0               |                    | -                  | -                  |             | -           | -           | 8      | 0      |        |
| Totale carriera | Totale carriera | Totale carriera | 36         | 1          |                 | 0               | 0               |                    | -                  | -                  |             | -           | -           | 36     | 1      |        |

### Cronologia presenze e reti in nazionale
| Cronologia completa delle presenze e delle reti in nazionale ― Algeria | Cronologia completa delle presenze e delle reti in nazionale ― Algeria | Cronologia completa delle presenze e delle reti in nazionale ― Algeria | Cronologia completa delle presenze e delle reti in nazionale ― Algeria | Cronologia completa delle presenze e delle reti in nazionale ― Algeria | Cronologia completa delle presenze e delle reti in nazionale ― Algeria | Cronologia completa delle presenze e delle reti in nazionale ― Algeria | Cronologia completa delle presenze e delle reti in nazionale ― Algeria |
| Data                                                                   | Città                                                                  | In casa                                                                | Risultato                                                              | Ospiti                                                                 | Competizione                                                           | Reti                                                                   | Note                                                                   |
| ---------------------------------------------------------------------- | ---------------------------------------------------------------------- | ---------------------------------------------------------------------- | ---------------------------------------------------------------------- | ---------------------------------------------------------------------- | ---------------------------------------------------------------------- | ---------------------------------------------------------------------- | ---------------------------------------------------------------------- |
| 12-11-2020                                                             | Algeri                                                                 | Algeria                                                                | 3 – 1                                                                  | Zimbabwe                                                               | Qual. Coppa d'Africa 2021                                              | 1                                                                      | 76’                                                                    |
| Totale                                                                 |                                                                        | Presenze                                                               | 1                                                                      |                                                                        | Reti                                                                   | 0                                                                      |                                                                        |